# Bupalus nigricarius
Bupalus nigricarius là một loài bướm đêm trong họ Geometridae.